# NGC 6781
NGC 6781 (другое обозначение — PK 41-2.1) — планетарная туманность в созвездии Орёл.
Этот объект входит в число перечисленных в оригинальной редакции «Нового общего каталога».
Несмотря на то, что NGC 6781 имеет эллиптическую морфологию, её кинематические и эмиссионные характеристики довольно необычны, что говорит о наличии биполярного источника, ориентированного к линии наблюдателя. Т.е. мы видим туманность с одного из её полюсов. NGC 6781 имеет бочкообразную структуру с оболочкой из пыли, обогащённой углеродом, и окружающим гало, имеющим температуру 26—40 кельвинов.